# Cantilan
Cantilan Lưu trữ ngày 3 tháng 10 năm 2008 tại Wayback Machine là một đô thị hạng 4 ở tỉnh Surigao del Sur, Philippines. Theo điều tra dân số năm 2000, đô thị này có dân số 26.553 người trong 5.378 hộ.

## Các đơn vị hành chính
Cantilan được chia thành 17 barangay.
| - Bugsukan - Buntalid - Cabangahan - Cabas-an - Calagdaan - Consuelo - General Island - Lininti-an (Pob.) - Lobo | - Magasang - Magosilom (Pob.) - Pag-Antayan - Palasao - Parang - San Pedro - Tapi - Tigabong |